# Delta Microscopii
Désignations
Delta Microscopii (δ Microscopii / δ Mic) est une étoile binaire de la constellation australe du Microscope, dont elle semble marquer l'extrémité de l'oculaire de l'instrument. Elle est à peine visible à l'œil nu avec une magnitude apparente de 5,68. Le système présente une parallaxe annuelle de 11,18 mas mesurée par le satellite Gaia, ce qui indique qu'il est distant d'environ 89 pc (∼290 al) de la Terre. Il s'en éloigne à une vitesse radiale héliocentrique de +22 km/s. À cette distance, sa magnitude visuelle est diminuée de 0,14 en raison de l'extinction créée par la poussière interstellaire.
Delta Microscopii est une binaire spectroscopique à raies simples avec une période orbitale de 1 599 jours (4,4 ans) et avec une excentricité de 0,2. Sa composante visible est une étoile géante rouge évoluée de type spectral K0/1 III. Elle est située sur la branche horizontale du diagramme H-R, ce qui signifie qu'elle génère son énergie par la fusion de l'hélium dans son noyau. L'étoile est près de deux fois plus massive que le Soleil et son rayon est 11 fois plus grand que le rayon solaire. Elle est 57 fois plus lumineuse que le Soleil et sa température de surface est de 4 805 K.